# 세일즈맨의 죽음 (1951년 영화)
세일즈맨의 죽음(Death Of A Salesman)은 미국에서 제작된 라슬로 베네덱 감독의 1951년 영화이다. 아서 밀러의 동명의 희곡을 바탕으로 제작되었다. 프레드릭 마치 등이 주연으로 출연하였고 스탠리 크레이머 등이 제작에 참여하였다.

## 출연

### 주연
- 프레드릭 마치
- 밀드레드 던녹

### 조연
- 케빈 매카시
- 캐머런 미첼

## 제작진
- 원작자: 아서 밀러
- 미술: 루돌프 스터나드